# Повіт Накаґава (Тесіо)
Пові́т Накаґа́ва (яп. 中川郡, なかがわぐん, МФА: [nakagawa guɴ]) — повіт в Японії, в окрузі Камікава префектури Хоккайдо. Входив до складу історичної провінції Тесіо.